# Balsam (montaña)
Balsam es una montaña situada en las montañas de Catskill en el Condado de Ulster, cerca de la ciudad de Shandaken, New York, EE. UU.. Tiene una altura estimada de 1090 metros y es uno de los picos más elevados del conjunto.

## Picos del conjunto
- Balsam (montaña)
- Bearpen (montaña)
- Blackhead (montaña)
- Black Dome (montaña)
- Cornel (montaña)
- Doubletop (montaña)
- Eagle (montaña)
- Fir (montaña)
- Friday (montaña)
- Graham (montaña)
- Halcott (montaña)
- High Peak (montaña)
- Hunter (montaña)
- Indian Head (montaña)
- Indian (montaña)
- Lone (montaña)
- North Dome (montaña)
- Panther (montaña)
- Peekamoose (montaña)
- Plateau (montaña)
- Rocky (montaña)
- Sherrill (montaña)
- Slide (montaña)
- Sugarloaf (montaña)
- Table (montaña)
- Thomas Cole (montaña)
- Twin (montaña)
- Vly (montaña)
- West Kill (montaña)
- Windham High Peak (montaña)
- Wittenberg (montaña)

- Datos: Q5717545